# Vitalij Ljuks
Vitalij Valentinovič Ljuks (in kirghiso Виталий Валентинович Люкс?; Kara-Balta, 27 febbraio 1989) è un calciatore kirghiso, attaccante del Geretsried II.

## Carriera

### Club
Ad eccezione della stagione 2017-2018 trascorsa in terza divisione all'Unterhaching, ha sempre giocato nelle serie minori del campionato tedesco.

### Nazionale
Nel 2015 ha esordito con la nazionale kirghisa; in seguito è stato convocato per la Coppa d'Asia 2019.

## Statistiche

### Presenze e reti nei club
Statistiche aggiornate al 20 marzo 2023.
| Stagione             | Squadra              | Campionato           | Campionato | Campionato | Coppe nazionali | Coppe nazionali | Coppe nazionali | Coppe continentali | Coppe continentali | Coppe continentali | Altre coppe | Altre coppe | Altre coppe | Totale | Totale |
| Stagione             | Squadra              | Comp                 | Pres       | Reti       | Comp            | Pres            | Reti            | Comp               | Pres               | Reti               | Comp        | Pres        | Reti        | Pres   | Reti   |
| -------------------- | -------------------- | -------------------- | ---------- | ---------- | --------------- | --------------- | --------------- | ------------------ | ------------------ | ------------------ | ----------- | ----------- | ----------- | ------ | ------ |
| 2009-2010            | Thannhausen          | BaL                  | 18         | 3          | -               | -               | -               | -                  | -                  | -                  | -           | -           | -           | 18     | 3      |
| 2010-2011            | Illertissen          | OL                   | 1          | 0          | -               | -               | -               | -                  | -                  | -                  | -           | -           | -           | 1      | 0      |
| 2011-2012            | Illertissen          | OL                   | 32         | 13         | -               | -               | -               | -                  | -                  | -                  | -           | -           | -           | 32     | 13     |
| 2012-2013            | Illertissen          | RL                   | 33         | 10         | -               | -               | -               | -                  | -                  | -                  | -           | -           | -           | 33     | 10     |
| 2013-2014            | Illertissen          | RL                   | 36         | 21         | CG              | 1               | 0               | -                  | -                  | -                  | -           | -           | -           | 37     | 21     |
| Totale Illertissen   | Totale Illertissen   | Totale Illertissen   | 102        | 44         |                 | 1               | 0               |                    | -                  | -                  |             | -           | -           | 103    | 44     |
| 2014-gen. 2015       | Carl Zeiss Jena      | RL                   | 10         | 0          | CG              | 1               | 0               | -                  | -                  | -                  | -           | -           | -           | 11     | 0      |
| gen.-giu. 2015       | Norimberga II        | RL                   | 11         | 2          | -               | -               | -               | -                  | -                  | -                  | -           | -           | -           | 11     | 2      |
| 2015-feb. 2016       | Norimberga II        | RL                   | 15         | 6          | -               | -               | -               | -                  | -                  | -                  | -           | -           | -           | 15     | 6      |
| Totale Norimberga II | Totale Norimberga II | Totale Norimberga II | 26         | 8          |                 | -               | -               |                    | -                  | -                  |             | -           | -           | 26     | 8      |
| feb.-giu. 2016       | Unterhaching         | RL                   | 12         | 5          | CG              | -               | -               | -                  | -                  | -                  | -           | -           | -           | 12     | 5      |
| 2016-2017            | Unterhaching         | RL                   | 19+1       | 3+0        | CG              | 1               | 1               | -                  | -                  | -                  | -           | -           | -           | 21     | 4      |
| 2017-2018            | Unterhaching         | 3L                   | 10         | 1          | CG              | 1               | 0               | -                  | -                  | -                  | -           | -           | -           | 11     | 1      |
| Totale Unterhaching  | Totale Unterhaching  | Totale Unterhaching  | 42         | 9          |                 | 2               | 1               |                    | -                  | -                  |             | -           | -           | 44     | 10     |
| 2018-2019            | Ulma                 | RL                   | 31         | 3          | CG              | 2               | 1               | -                  | -                  | -                  | -           | -           | -           | 33     | 4      |
| 2019-gen. 2020       | Ulma                 | RL                   | 4          | 0          | CG              | 0               | 0               | -                  | -                  | -                  | -           | -           | -           | 4      | 0      |
| Totale Ulm           | Totale Ulm           | Totale Ulm           | 35         | 3          |                 | 2               | 1               |                    | -                  | -                  |             | -           | -           | 37     | 4      |
| gen.-giu. 2020       | Türkspor Neu-Ulm     | 7D                   | 2          | 0          | -               | -               | -               | -                  | -                  | -                  | -           | -           | -           | 2      | 0      |
| 2020-2021            | Geretsried           | LL                   | 4          | 0          | -               | -               | -               | -                  | -                  | -                  | -           | -           | -           | 4      | 0      |
| 2021-2022            | Geretsried           | LL                   | 15         | 3          | -               | -               | -               | -                  | -                  | -                  | -           | -           | -           | 15     | 3      |
| Totale Geretsried    | Totale Geretsried    | Totale Geretsried    | 19         | 3          |                 | -               | -               |                    | -                  | -                  |             | -           | -           | 19     | 3      |
| Totale carriera      | Totale carriera      | Totale carriera      | 254        | 70         |                 | 6               | 2               |                    | -                  | -                  |             | -           | -           | 318    | 15     |

### Cronologia presenze e reti in nazionale
| Cronologia completa delle presenze e delle reti in nazionale ― Kirghizistan | Cronologia completa delle presenze e delle reti in nazionale ― Kirghizistan | Cronologia completa delle presenze e delle reti in nazionale ― Kirghizistan | Cronologia completa delle presenze e delle reti in nazionale ― Kirghizistan | Cronologia completa delle presenze e delle reti in nazionale ― Kirghizistan | Cronologia completa delle presenze e delle reti in nazionale ― Kirghizistan | Cronologia completa delle presenze e delle reti in nazionale ― Kirghizistan | Cronologia completa delle presenze e delle reti in nazionale ― Kirghizistan |
| Data                                                                        | Città                                                                       | In casa                                                                     | Risultato                                                                   | Ospiti                                                                      | Competizione                                                                | Reti                                                                        | Note                                                                        |
| --------------------------------------------------------------------------- | --------------------------------------------------------------------------- | --------------------------------------------------------------------------- | --------------------------------------------------------------------------- | --------------------------------------------------------------------------- | --------------------------------------------------------------------------- | --------------------------------------------------------------------------- | --------------------------------------------------------------------------- |
| 11-6-2015                                                                   | Dacca                                                                       | Bangladesh                                                                  | 1 – 3                                                                       | Kirghizistan                                                                | Qual. Mondiali 2018                                                         | -                                                                           |                                                                             |
| 16-6-2015                                                                   | Biškek                                                                      | Kirghizistan                                                                | 1 – 2                                                                       | Australia                                                                   | Qual. Mondiali 2018                                                         | -                                                                           | 80’                                                                         |
| 3-9-2015                                                                    | Amman                                                                       | Giordania                                                                   | 0 – 0                                                                       | Kirghizistan                                                                | Qual. Mondiali 2018                                                         | -                                                                           | 63’                                                                         |
| 8-10-2015                                                                   | Biškek                                                                      | Kirghizistan                                                                | 2 – 2                                                                       | Tagikistan                                                                  | Qual. Mondiali 2018                                                         | -                                                                           | 80’                                                                         |
| 13-10-2015                                                                  | Biškek                                                                      | Kirghizistan                                                                | 2 – 0                                                                       | Bangladesh                                                                  | Qual. Mondiali 2018                                                         | 1                                                                           |                                                                             |
| 12-11-2015                                                                  | Canberra                                                                    | Australia                                                                   | 3 – 0                                                                       | Kirghizistan                                                                | Qual. Mondiali 2018                                                         | -                                                                           | 59’                                                                         |
| 17-11-2015                                                                  | Biškek                                                                      | Kirghizistan                                                                | 1 – 0                                                                       | Giordania                                                                   | Qual. Mondiali 2018                                                         | -                                                                           | 68’                                                                         |
| 29-3-2016                                                                   | Dušanbe                                                                     | Tagikistan                                                                  | 0 – 1                                                                       | Kirghizistan                                                                | Qual. Mondiali 2018                                                         | 1                                                                           |                                                                             |
| 7-6-2016                                                                    | Teheran                                                                     | Iran                                                                        | 6 – 0                                                                       | Kirghizistan                                                                | Amichevole                                                                  | -                                                                           | 66’                                                                         |
| 30-8-2016                                                                   | Biškek                                                                      | Kirghizistan                                                                | 2 – 0                                                                       | Kazakistan                                                                  | Amichevole                                                                  | -                                                                           | 76’                                                                         |
| 6-9-2016                                                                    | Biškek                                                                      | Kirghizistan                                                                | 1 – 2                                                                       | Filippine                                                                   | Amichevole                                                                  | 1                                                                           |                                                                             |
| 6-10-2016                                                                   | Biškek                                                                      | Kirghizistan                                                                | 0 – 0                                                                       | Libano                                                                      | Amichevole                                                                  | -                                                                           |                                                                             |
| 11-10-2016                                                                  | Biškek                                                                      | Kirghizistan                                                                | 1 – 0                                                                       | Turkmenistan                                                                | Amichevole                                                                  | -                                                                           | 90’                                                                         |
| 9-11-2016                                                                   | Manila                                                                      | Filippine                                                                   | 1 – 0                                                                       | Kirghizistan                                                                | Amichevole                                                                  | -                                                                           |                                                                             |
| 15-11-2016                                                                  | Riffa                                                                       | Bahrein                                                                     | 0 – 0                                                                       | Kirghizistan                                                                | Amichevole                                                                  | -                                                                           |                                                                             |
| 28-3-2017                                                                   | Biškek                                                                      | Kirghizistan                                                                | 1 – 0                                                                       | Macao                                                                       | Qual. Coppa d'Asia 2019                                                     | -                                                                           | 59’                                                                         |
| 13-6-2017                                                                   | Bangalore                                                                   | India                                                                       | 1 – 0                                                                       | Kirghizistan                                                                | Qual. Coppa d'Asia 2019                                                     | -                                                                           |                                                                             |
| 10-10-2017                                                                  | Yangon                                                                      | Birmania                                                                    | 2 – 2                                                                       | Kirghizistan                                                                | Qual. Coppa d'Asia 2019                                                     | -                                                                           |                                                                             |
| 14-11-2017                                                                  | Taipa                                                                       | Macao                                                                       | 3 – 4                                                                       | Kirghizistan                                                                | Qual. Coppa d'Asia 2019                                                     | 1                                                                           |                                                                             |
| 22-3-2018                                                                   | Biškek                                                                      | Kirghizistan                                                                | 5 – 1                                                                       | Birmania                                                                    | Qual. Coppa d'Asia 2019                                                     | 1                                                                           | 69’                                                                         |
| 20-11-2018                                                                  | Toyota                                                                      | Giappone                                                                    | 4 – 0                                                                       | Kirghizistan                                                                | Amichevole                                                                  | -                                                                           | 56’                                                                         |
| 20-12-2018                                                                  | Doha                                                                        | Giordania                                                                   | 0 – 1                                                                       | Kirghizistan                                                                | Amichevole                                                                  | -                                                                           | 46’                                                                         |
| 31-12-2018                                                                  | Doha                                                                        | Kirghizistan                                                                | 2 – 1                                                                       | Palestina                                                                   | Amichevole                                                                  | -                                                                           | 75’                                                                         |
| 7-1-2019                                                                    | al-'Ayn                                                                     | Cina                                                                        | 2 – 1                                                                       | Kirghizistan                                                                | Coppa d'Asia 2019 - 1º turno                                                | -                                                                           | 88’                                                                         |
| 11-1-2019                                                                   | al-'Ayn                                                                     | Kirghizistan                                                                | 0 – 1                                                                       | Corea del Sud                                                               | Coppa d'Asia 2019 - 1º turno                                                | -                                                                           | 69’                                                                         |
| 16-1-2019                                                                   | Dubai                                                                       | Kirghizistan                                                                | 3 – 1                                                                       | Filippine                                                                   | Coppa d'Asia 2019 - 1º turno                                                | 3                                                                           |                                                                             |
| 21-1-2019                                                                   | Abu Dhabi                                                                   | Emirati Arabi Uniti                                                         | 3 – 2 dts                                                                   | Kirghizistan                                                                | Coppa d'Asia 2019 - Ottavi di finale                                        | -                                                                           |                                                                             |
| 5-9-2019                                                                    | Dušanbe                                                                     | Tagikistan                                                                  | 1 – 0                                                                       | Kirghizistan                                                                | Qual. Mondiali 2022                                                         | -                                                                           |                                                                             |
| 10-10-2019                                                                  | Biškek                                                                      | Kirghizistan                                                                | 7 – 0                                                                       | Birmania                                                                    | Qual. Mondiali 2022                                                         | -                                                                           | 59’                                                                         |
| 15-10-2019                                                                  | Ulan Bator                                                                  | Mongolia                                                                    | 1 – 2                                                                       | Kirghizistan                                                                | Qual. Mondiali 2022                                                         | -                                                                           | 80’                                                                         |
| 9-11-2019                                                                   | Tashkent                                                                    | Uzbekistan                                                                  | 3 – 1                                                                       | Kirghizistan                                                                | Amichevole                                                                  | -                                                                           | 9’                                                                          |
| 19-11-2019                                                                  | Biškek                                                                      | Kirghizistan                                                                | 1 – 1                                                                       | Tagikistan                                                                  | Qual. Mondiali 2022                                                         | -                                                                           | 64’                                                                         |
| Totale                                                                      |                                                                             | Presenze                                                                    | 32                                                                          |                                                                             | Reti                                                                        | 8                                                                           |                                                                             |